# Movimiento por la Unidad del Pueblo-Republicanos
El Movimiento por la Unidad del Pueblo - Republicanos (MUP-R) és partit polític nascut en 2003 en la ciutat  valenciana d'Elx. Inscrit al Registre de Partits Polítics amb les sigles MUP-R

## Ideologia
El MUP-R va néixer amb la intenció d'aglutinar a aquells que se senten  republicans d'esquerra i discrepen de la política cada vegada més propera al PSOE que va prendre Izquierda Unida després de perdre el lideratge de Julio Anguita. El MUP-R aplega sindicalistes, estudiants i treballadors de tota classe. Lluita per la unitat de les classes populars que duran a la conquesta de la República Popular i Federativa. El MUP-R, com a membre de la plataforma Ciutadans Per la República, defensa la idea de presentar a nivell estatal una candidatura unitària republicana i d'esquerres. Es presenta individualment en les localitats amb suficients militants a l'espera que arribi aquesta unitat de l'esquerra republicana.

## Història
El Movimiento para la Unidad del Pueblo (MUP) neix en 2003, quan altres col·lectius d'esquerra decideixen crear una assemblea de treballadors que els permetés presentar-se a les eleccions, i així fer-se escoltar. Es va presentar a les Eleccions Municipals de 2003, amb els seus dirigents Manuel Albentosa i Sergi Sanchiz encapçalant la llista. El seu programa i llista electoral van ser elaborats de forma democràtica per tots els militants i veïns que acudien a les assemblees.
El seu programa es basava principalment en la construcció d'un moviment popular la meta del qual fos la Tercera República, una política local més participativa mitjançant Consells de Barri, preocupació pel medi ambient, dret a vot per als immigrant, així com a donar facilitats en l'accés a un primer habitatge i la creació de nous serveis com les guarderies públiques. Encara que no va aconseguir cap regidor, va desenvolupar una campanya en la qual es denunciava la Transició Espanyola i s'apostava per la República Popular com a forma d'avançar en la democràcia. Durant els següents anys el MUP va seguir sortint al carrer, destacant les seves mobilitzacions contra l'alt preu de l'habitatge, en defensa dels immigrant, i, principalment, en defensa de la indústria del calçat, doncs s'estava deslocalitzant i els treballadors il·licitans es quedaven sense treball.
Va ser una època de creixement per al MUP. Per a 2007, amb unes noves eleccions a la vista, el MUP va accentuar el seu caràcter republicà afegint "Republicans" al seu nom, passant a cridar-se Moviment per la Unitat del Poble - Republicans (MUP-R). El creixement del MUP-R era latent, aquesta vegada no només era una candidatura, es constituïa en partit, presentant-se també en la ciutat d'Alacant, així com a Arévalo (Àvila). D'altra banda, els seus militants van optar per presentar-se a les eleccions autonòmiques del País Valencià per les províncies d'Alacant i València. Cap destacar que en Arévalo el MUP-R va superar en vots a Izquierda Unida, amb un 0,41% més, quedant el MUP-R com s tercer partit de la localitat, a 45 vots d'aconseguir un regidor.

## Resultats electorals
| Eleccions                   | Nº Vots | % de Vots |
| --------------------------- | ------- | --------- |
| Municipals Elx 2003         | 491     | 0,48      |
| Municipals Elx 2007         | 502     | 0,48      |
| Municipals Alacant 2007     | 62      | 0,04      |
| Municipals Arévalo 2007     | 233     | 5,41      |
| Eleccions Corts Valencianes | 1.512   | 0,06      |